# Толгская икона Божией Матери
То́лгская ико́на Бо́жией Ма́тери — почитаемая в Русской православной церкви икона Богородицы. Известна по трём разновидностям конца XIII — начала XIV веков. Первая Толгская икона (Толгская I) датируется последней четвертью XIII века и находится в Государственной Третьяковской галерее в Москве. Вторую икону (Толгская II) предание называет явленной в 1314 году епископу Ростовскому Прохору, она почитается чудотворной и находится в Толгском монастыре в Ярославле. Третья икона (Толгская III) датируется 1327 годом и находится в Государственном Русском музее в Санкт-Петербурге. 
Толгская икона относится к иконописному типу Елеуса. Икона почитается как покровительница Ярославской земли. Празднование в честь иконы совершается 8 (21) августа.

## Большая Толгская икона Божией Матери

### Происхождение
Древнейшая из известных Толгских икон Богоматери получила название Большой (Тронной) или Толгская I. Лазарев В. Н. относит её написание к последней четверти XIII века. Относительно происхождения иконы выдвигаются различные версии. Так Ф. Швейнфурт приписывал икону итальянскому мастеру пизанской школы периода дученто, а В. И. Антонова грузинской школе. Лазарев считает обе эти версии несостоятельными. В пользу ярославского происхождения иконы свидетельствует широкое использование орнаментальных украшений и написание её на липовой доске, что говорит против её южного происхождения. Иконография Толгской тронной иконы происходит из византийской живописи позднего XII—XIII веков. Ряд иконографических деталей в лике Иисуса Христа (рисунок бровей, носа, широко раскрытых глаз, рта, форма лба, округлый подбородок, разделение прядей волос) повторяют лик Еммануила на другой ярославской иконе — «Оранта Великая Панагия» (первая треть XIII века). 
В Толгский монастырь, основанный в 1314 году, Тронная Толгская икона попала, вероятно, как древний и прославленный образ и была помещена в монастырском соборе на том же месте, как и «Оранта Великая Панагия» в княжеском Успенском соборе Ярославля.

### Иконография
Икона написана на липовой доске размером 92 на 140 см. Дева Мария на ней изображена в полный рост, сидящей на троне. Богомладенец стоит на её левом колене, охватывает её шею и прижимается к её щеке, а Богородица слегка поддерживает его обеими руками. Дева Мария одета в синий хитон и красно-коричневый мафорий с широкими складками. Мафорий имеет серебряную кайму богато украшенную жемчужным орнаментом. В качестве знака приснодевства Марии на мафории помещено изображение квадрифолио. Младенец Иисус изображён в оранжево-розовом хитоне и синем гиматии. По сторонам трона в воздухе парят архангелы Гавриил и Михаил. Трон, на котором сидит Богородица, имеет высокую спинку с арочными проемами, украшенную охряным растительным орнаментом. Лики Девы Марии и Иисуса Христа написаны охрой по тёмному санкирю, на щёки нанесены подрумяна, лик Иисуса написан светлей, чем лик Богородицы. Академик В. Н. Лазарев так охарактеризовал икону:

В толгской иконе мы имеем усложненный тип Умиления, отличающийся особой непосредственностью выражения. Это, пожалуй, одна из самых эмоциональных русских икон XIII века. Хотя ей недостает тонкого аристократизма, зато она подкупает душевной теплотой.

## Явленная Толгская икона Божией Матери
Вторую Толгскую икону называют «явленной» или «Толгская II». Её почитают чудотворной. Сказание о её чудесном обретении написано в XVI веке на основе местных преданий. Икона хранилась в Толгском монастыре, построенном на месте её обретения. В 1920-е годы она была изъята и передана в собрание Ярославского художественного музея. В 2003 году икона была передана в монастырь, оставаясь частью коллекции Ярославского художественного музея.

### Предание
Согласно преданию, в 1314 году Прохор, епископ Ростовский и Ярославский,  возвращаясь из Верхнего Заволжья, где впоследствии возник Кирилло-Белозерский монастырь, в Ярославль, остановился на ночлег на берегу Волги в шести верстах от города в месте впадения в неё речки Толга. Ночью Прохор увидел на противоположенном берегу столб света и чудесно возникший мост через Волгу, ведущий к нему. Он взял свой посох и пошел к явившемуся видению.

Достигнув противоположного берега, епископ увидел образ Пресвятой Богородицы, держащей на руках Младенца, Господа нашего Иисуса Христа; образ не стоял на дереве, а чудесно держался на воздухе на высоте пяти локтей, так что с земли его нельзя было достать руками. Епископ, поклоняясь иконе Богородицы, воссылал Владычице мира тёплые молитвы, соединённые со слезами; после довольно продолжительной молитвы он возвратился обратно, забыв на этом месте свой посох.
— Димитрий Ростовский. Жития святых. 8 августа
На утро слуги епископа не смогли найти его посох, и Прохор рассказал им о ночном видении. Он повелел им ехать на другой берег и привезти посох. Слуги исполнили повеление и нашли на противоположном берегу в указанном епископе месте его посох и икону Богородицы, стоящую на земле. После этого Прохор со свитой направился туда и повелел расчистить место для постройки деревянной церкви, которую с помощью горожан, прибывших туда после известия о чудесном явлении иконы Богородицы, возвели в тот же день. Прохор освятил церковь в честь праздника Введения Пресвятой Богородицы во храм, в которую была помещена явленная икона. Также епископ основал при церкви монастырь, получивший название Толгского Введенского. День обретения иконы — 8 августа, стал днём празднования в её честь.
Предания приписывают явленной Толгской иконе следующие чудеса:
- 16 сентября 1392 года — мироточение образа во время утрени;
- воскрешение мёртвого ребёнка, привезённого в монастырь для погребения, по молитве его родителей перед иконой;
- конец XIV — начало XV веков — чудесное сохранение иконы при пожаре, уничтожившем церковь. Икону нашли невредимой в роще у монастыря;
- 1553 год — исцеление от болезни ног царя Ивана Грозного. В благодарность по указанию царя в Толгском монастыре возвели каменный собор[8];
- 1766 год — спасение Ярославля от засухи[9].

### Иконография
Икона написана на доске размером 48 на 61 см. По мнению В. Н. Лазарева, данная икона представляет собой сокращённый список Тронной Толгской иконы. Богородица изображена погрудно, а Иисус сидящим, а не стоящим. Изменено положение рук Девы Марии, для них заимствован прототип с Владимирской иконы Богоматери.

В колорите иконы преобладают темные краски — красно-коричневая, чёрно-зелёная, изумрудно-зелёная, охра, умело сопоставленные с цветом серебряного фона. Вохрение лиц выполнено в несколько слоев золотистой и розовато-коричневой охрой по тёмному умбристому санкирю. Освещенные части ликов моделированы белилами с небольшой примесью охры и чистым белым цветом. С большой свободой написан лик младенца, высветленные части которого художник отметил уверенными мазками белой краски.

Для придания лицу Богородицы скорбного выражения художник особо выделил её глаза: зрачки изображены крупными и миндалевидными, брови и веки обведены белыми мазками, а край зрачков подчёркнут белыми бликами. Все это контрастно выделило тёмные глазницы на лице Богоматери.
Иисус Христос изображён в изумрудно-зелёной рубахе и черно-зелёном гиматии.

## Толгская III
Около 1327 года с явленной Толгской иконы был сделан список, получивший ныне название Толгская III. Икона хранилась в Толгском монастыре, а затем поступила в собрание Государственного Русского музея в Санкт-Петербурге.
Он выполнен не столь эмоционально, как явленная икона, и в ряде деталей имеет сходство с Большой Толгской иконой. Богомладенец изображён сидящим на левой руке Богородицы, его лицу, как и на Толгской тронной иконе, приданы черты лика Еммануила на иконе «Оранта Великая Панагия» (Ярославль, первая треть XIII века). Гиматий Иисуса оранжево-розовый, хитон тёмно-синий. Складки гиматия повторяют рисунок Толгской тронной иконы. Оживки на Толгской III выполнены в той же манере, что на двух других иконах.

## Храмы
На рубеже XVII и XVIII веков храмы в честь Толгской Богоматери строились не только в Ярославле (тёплая церковь Власьевского прихода, одноглавая церковь рядом с Успенским собором), но и в московских монастырях — Высокопетровском и Николо-Перервинском.